# مجموعة إيدج
مجموعة إيدج هي شركة دفاعية إماراتية تأسست في نوفمبر 2019، وتهدف إلى تطوير حلول متقدمة في مجالات الدفاع والتكنولوجيا المتقدمة. تعمل الشركة على تقديم تقنيات وخدمات مبتكرة تركز على تلبية احتياجات الأمن الوطني، مع التركيز على الكفاءة والسرعة في تقديم الحلول الدفاعية.
تركز إيدج على تقنيات الثورة الصناعية الرابعة لتعزيز قدراتها الدفاعية، بما في ذلك أنظمة القيادة الذاتية، الأمن السيبراني، الأنظمة الفيزيائية السيبرانية، والروبوتات. تسعى الشركة إلى تعزيز الابتكار في القطاع الدفاعي الإماراتي والمساهمة في تطوير قدرات تصدير المنتجات الدفاعية على المستوى العالمي.
يقع مقر إيدج في أبوظبي، وتجمع تحت مظلتها أكثر من 25 شركة تعمل في خمسة قطاعات رئيسية: المنصات والأنظمة، الصواريخ والأسلحة، تكنولوجيا الفضاء والأمن السيبراني، التجارة ودعم المهام، وحلول الأمن الوطني.

## أهداف الشركة
تعمل مجموعة إيدج على تحقيق مجموعة من الاهداف مثل :
1. تعزيز القدرات الدفاعية الوطنية.
2. تحفيز الابتكار في القطاع الدفاعي.
3. توطين التكنولوجيا.
4. التصدير العالمي.
5. تعزيز الشراكات الدولية.

## التاريخ

### 2019
تأسست المجموعة في 5 نوفمبر 2019 على يد فيصل البناي ، وتضم أكثر من 25 كيانًا من شركة الإمارات للصناعات العسكرية (EDIC)، و مجموعة الإمارات المتقدمة للاستثمارات (EAIG)، و توازن القابضة. توظف المجموعة ما يقرب من 12,000 موظف.
كانت مجموعة إيدج الشريك الرسمي للتكنولوجيا المتقدمة في معرض دبي للطيران 2019، حيث شاركت 11 كيانًا تابعًا للمجموعة في عرض مجموعة واسعة من قدراتها التي شملت الطائرات بدون طيار والذخائر بعيدة المدى، بما في ذلك نظام ADASI RW-24 المصنع في الإمارات. كما أعلنت شركة AMMROC عن خطتها لافتتاح منشأة صيانة في مطار العين الدولي.
في نوفمبر 2019، وقعت شركة HALCON التابعة لمجموعة إيدج عقدًا بقيمة مليار دولار أمريكي لتزويد القوات المسلحة الإماراتية بصواريخ Desert Sting الموجهة بدقة.
وقعت شركة GAL، التابعة لمجموعة دعم المهام في إيدج، عقدًا مع وزارة الدفاع الكينية لتقديم خدمات الصيانة والإصلاح والتجديد (MRO) لسلاح الجو الكيني. كما أبرمت GAL عقد دعم بقيمة 3.5 مليار درهم إماراتي مع قيادة الطيران المشترك للقوات المسلحة الإماراتية.

### 2020
شاركت مجموعة إيدج في معرض "توظيف"، الحدث الرائد للتوطين في دولة الإمارات، وكانت الشريك الرسمي للتكنولوجيا المتقدمة في النسخة الثانية من تحدي محمد بن زايد العالمي للروبوتات 2020 (MBZIRC 2020) في يناير 2020.
أطلقت شركة ADASI التابعة لإيدج في فبراير 2020 طائرتها المسيرة العمودية VTOL المصنعة محليًا في الإمارات خلال معرض UMEX.
في ديسمبر 2020، أفاد معهد ستوكهولم الدولي لأبحاث السلام (SIPRI) بأن مجموعة إيدج احتلت المرتبة 22 في قائمة أكبر شركات الأسلحة في العالم. ووفقًا لبتر ويزمان، الباحث الأول في برنامج الإنفاق العسكري والأسلحة في SIPRI: "تعتبر إيدج مثالًا جيدًا على كيفية دفع مزيج الطلب الوطني العالي على المنتجات والخدمات العسكرية مع الرغبة في تقليل الاعتماد على الموردين الأجانب، لنمو شركات الأسلحة في الشرق الأوسط."

### 2021
وفقًا لتقرير موقع DefenseNews.com الصادر في يوليو 2021، احتلت مجموعة إيدج المرتبة 24 بين أكبر مقاولي الدفاع في العالم.

### 2022
في 31 يناير 2022، تم تعيين منصور محمد الملا في منصب العضو المنتدب والرئيس التنفيذي لمجموعة إيدج، بينما تولى فيصل البناي رئاسة مجلس الإدارة.
في نفس العام، اندمجت شركة DIGITAL14، المطور للحلول الاتصالية المبتكرة والأمنة عبر قطاعات متعددة، مع مجموعة إيدج وتم إعادة تسميتها كـ KATIM.
في أوائل عام 2023، كشفت مجموعة إيدج أن طلبات منتجاتها وحلولها تجاوزت 5 مليارات دولار أمريكي لعام 2022، حيث تشكل الصادرات الدولية ثلث الطلبات، مما يعكس زيادة بنسبة 500% مقارنةً بالعام السابق. تمتد بصمة المجموعة العالمية لتغطي أكثر من 30 دولة في أمريكا الشمالية والجنوبية، وأوروبا، وآسيا، وإفريقيا.

### 2023
استحوذت مجموعة إيدج على حصة أغلبية في شركة Milrem Robotics، المطور الإستوني للروبوتات، في 15 فبراير 2023. خلال معرض IDEX للدفاع الذي أقيم في أبوظبي في فبراير 2023، أعلنت إيدج عن عقود بقيمة تتجاوز 18.6 مليار درهم إماراتي، منها 4 مليارات درهم إماراتي للصادرات، بما في ذلك صفقة تصدير بارزة بقيمة مليار يورو مع البحرية الأنغولية لبناء أسطول من السفن الكورفيتية بطول 71 مترًا، وهي من أفضل الفئات. كما أطلقت المجموعة 14 منتجًا جديدًا، بما في ذلك 11 حلاً ذاتيًا.
كما تم الإعلان عن عقود مع القوات المسلحة الإماراتية في IDEX 2023 بقيمة إجمالية تصل إلى 9 مليارات درهم إماراتي، تتضمن ذخائر THUNDER وDESERT STING 25 الموجهة بدقة، وذخائر SHADOW 25 وSHADOW 50، وذخائر HUNTER الطائرة. إضافة إلى ذلك، تم توقيع عقد بقيمة 4 مليارات درهم لتقديم حلول الاتصالات التكتيكية وحلول الربط البيانات.
في أبريل 2023، أعلنت مجموعة إيدج عن افتتاح مكتب إقليمي في العاصمة البرازيلية، برازيليا. وفي نفس الشهر، وقعت مجموعة إيدج والبحرية البرازيلية اتفاقية تعاون لتطوير صواريخ مضادة للسفن وصواريخ فوق صوتية. تلا ذلك توقيع اتفاقية شراكة استراتيجية ستجعل إيدج شريكًا استراتيجيًا للبحرية البرازيلية من خلال الاستثمار المشترك في التطوير، بالإضافة إلى توفير حلول متقدمة مثل تقنية مقاومة التشويش، التي يتم تطويرها من قبل إيدج في الإمارات. وقد تعهدت البحرية البرازيلية بدعم أسطولها لاختبار البرنامج الكامل للصواريخ الجديدة.
في يوليو 2023، استحوذت مجموعة إيدج على شركة OryxLabs للأمن السيبراني، ومقرها أبوظبي، بالإضافة إلى الاستحواذ على 100% من حصص Etimad Holding، مجموعة خدمات التكنولوجيا، التي تتخذ من العاصمة الإماراتية مقرًا لها. وفي سبتمبر 2023، حصلت إيدج على حصة تبلغ 50% في شركة SIATT البرازيلية المتخصصة في الأنظمة والأسلحة الذكية.
في نوفمبر 2023، أعلنت مجموعة إيدج عن استحواذها على حصة أغلبية تبلغ 52% في الشركة السويسرية ANAVIA المصنعة للطائرات العمودية، وحصة 50% في الشركة البولندية FLARIS المصنعة للطائرات النفاثة الصغيرة.
خلال معرض دبي للطيران 2023، أطلقت مجموعة إيدج اثني عشر نظامًا وحلاً جديدًا، مما زاد عدد منتجاتها إلى 160. شملت هذه المنتجات العديد من الطائرات الذاتية وأنظمة الأسلحة الذكية. كما أطلقت المجموعة X Range، أول جزيرة مخصصة لاختبار الأنظمة في منطقة الشرق الأوسط وشمال إفريقيا، والتي ستكون متاحة للاستخدام التجاري. وقد بلغت القيمة الإجمالية لمبيعاتها وعقودها في المعرض 2.37 مليار دولار أمريكي. كما أعلنت ADSB عن بيع عدد من طائرات ANAVIA HT-100 بدون طيار لعميل دولي غير مُفصح عنه.
في ديسمبر 2023، أعلنت مجموعة إيدج أنها استحوذت على كامل ملكية شركة صندوق التنمية الاستراتيجية، التي تتخذ من أبوظبي مقرًا لها. وفي يناير 2024، أكملت إيدج استحواذها على حصة أغلبية في المجموعة الدولية الذهبية.
في نفس الشهر، تعاونت مجموعة إيدج مع حكومة ولاية ساو باولو في مشروع الكرة الكريستالية، الذي من المقرر أن يتم تنفيذه خلال فترة تجريبية تمتد لستة أشهر. يهدف هذا المشروع إلى تعزيز الأمن العام في ساو باولو من خلال نشر تقنيات متعددة، تشمل حلول مراقبة الكاميرات الذكية، وأنظمة القيادة والسيطرة المتكاملة، وأدوات المراقبة والاستطلاع المتقدمة (C4ISR)، وتكنولوجيا الذكاء الاصطناعي

### 2024
في يناير 2024، أعلنت مجموعة إيدج وشركة بايكار، الرائدة في تركيا في مجال الطائرات بدون طيار وتكنولوجيا الذكاء الاصطناعي، عن تعاونهما في دمج أسلحة إيدج الذكية على طائرات بايركتار.
في 31 يناير 2024 قامت مجموعة إيدج بتعيين حمد محمد المرر في منصب العضو المنتدب والرئيس التنفيذي الجديد لها.
في 14 مايو 2024، وقعت إيدج اتفاقية بقيمة 27 مليون دولار أمريكي لتوريد ذخيرة جديدة لشركة PT Pindad الإندونيسية المملوكة للدولة.
كما استحوذت إيدج على 51% من شركة Condor Non-Lethal Technologies التي تتخذ من البرازيل مقرًا لها.
في مايو 2024، وقعت إيدج وشركة فينكانتييري اتفاقية لإطلاق مشروع مشترك لبناء السفن يحمل اسم MAESTRAL، والذي سيقع في أبوظبي.
دخلت مجموعة إيدج في مشروع مشترك مع شركة إندرا سيستمز الإسبانية لتطوير وتصنيع أنظمة الرادار في الإمارات العربية المتحدة.
في يونيو 2024، وقعت مجموعة إيدج وشركة أداني للدفاع والفضاء اتفاقية تعاون تشمل مجالات متعددة، بما في ذلك الصواريخ والأسلحة والأنظمة غير المأهولة ومنتجات الدفاع الجوي وتقنيات الحرب الإلكترونية، مع إمكانية تطوير مرافق للبحث والتطوير في الهند والإمارات.
أطلقت مجموعة إيدج شركة فضائية جديدة تُدعى فضاء في سبتمبر 2024 لتعزيز القدرات الفضائية السيادية لدولة الإمارات العربية المتحدة وتعزيز مصالح البلاد في تكنولوجيا الدفاع.
في سبتمبر 2024، وقعت شركة أداني للدفاع والفضاء اتفاقية مع مجموعة إيدج لإنشاء مرافق للبحث والتطوير في الهند والإمارات وأسواق عالمية أخرى.

## الشركات التابعة

### المنصات و الأنظمة:[7]
- شركة أبوظبي الاستثمارية للأنظمة الذاتية (أداسي): شراء وتشغيل وتخصيص وصيانة أحدث الأنظمة الجوية والبرية والبحرية ذاتية التسيير.
- شركة أبوظبي لبناء السفن: توفير نطاق كامل من الحلول البحرية بما في ذلك بناء السفن، وصيانتها، وتصليحها، وتحويلها.
- شركة الجَسور:  المورّد الحصري لمركبة ربدان 8×8، وهي مركبة مدرعة برمائية مقاتلة، بالإضافة إلى خدمات الدعم المتعلقة بها.
- شركة الطيف: تقدّم حلولاً تغطي مختلف استخدامات الأصول العسكرية البرية.
- شركة EPI: توفّر آلات عالية الدقة وحلولاً هندسية للقطاع الجوي، وقطاع الدفاع، وقطاع النفط والغاز.
- شركة نمر: تصنع الآليات العسكرية ذات العجلات الخفيفة والمتوسطة، والتي أثبتت كفاءتها في القتال.

### الصواريخ و الأسلحة:[8]
- شركة الطارق: تقوم بتحويل الأسلحة الجوية غير الموجهة إلى ذخائر مركّزة عالية الدقة وطويلة المدى.
- شركة APT: تقوم بتصنيع قنابل دخانية عالية الجودة ومقذوفات نارية منخفضة السرعة للإشارة والتغطية والتدريب والسيطرة على الحشود.
- شركة كاراكال: تختص في تصميم وتصنيع واختبار وتجميع الأسلحة الخفيفة من عيار 9 ملم إلى عيار 12.7 ملم، بما يشتمل على المسدسات والبنادق الخفيفة والبنادق التكتيكية وبنادق القناصة.
- شركة هالكن: تعد مصنّعاً شاملاً لأنظمة الصواريخ الموجهة بدقة، وتغطي أعمالها أنشطة التصنيع الخاصة.
- شركة لهب للأنظمة الدفاعية: تركز على تصميم وتطوير أنظمة الأسلحة والذخائر ذات العيارين المتوسط والثقيل.
- شركة لهب للذخائر الخفيفة: تركز على تصميم ذخائر العيار الخفيف وتطويرها وإنتاجها.
- شركة لهب للخدمات العسكرية: تختص بمجال التدريب والاختبار والهندسة والمحاكاة وإتلاف الذخائر وخدمات متابعة فترة خدمة الذخائر.

### الحرب الإلكترونية و التقنيات السيبرانية:[9]
- شركة بيكن رد: تقدّم برامج تدريبية متكاملة لأجهزة الأمن الوطني في دولة الإمارات العربية المتحدة.
- شركة كاتم: تعد من الشركات الرائدة في تطوير منتجات وحلول الاتصالات الآمنة المبتكرة للحكومات والشركات على حد سواء.
- شركة ORYXLABS: تقوم ببناء منتجات برمجية متقدمة تقوم بتقييم ومراقبة وحماية وتحسين البيئات الشبكية بشكل مستمر.

### دعم المهام و العمليات التجارية:[10]
- شركة هورايزن: تقدّم تدريباً معيارياً ومخصصاً على المروحيات للمشغلين في القطاعات الخاصة والتجارية والعسكرية في جميع أرجاء الشرق الأوسط وشمال أفريقيا.
- شركة رماية: تعمل على بناء وتوفير ميادين رماية عالمية المستوى، بدءاً من مراحل التصميم والتطوير الأولية وحتى تشغيل الميادين وإدارتها.
- شركة سيجنال: توفر خدمات متطورة في قطاع الحرب الإلكترونية وحلولاً فعالة للأمن الوطني.

### القطاعات المتنوعة:
- فضاء : تهدف لتعزيز القدرات الفضائية السيادية لدولة الإمارات العربية المتحدة وتعزيز مصالح البلاد في تكنولوجيا الدفاع الفضائي.[6]

## روابط خارجية
- الموقع الرسمي